# 大穗结缕草
大穗结缕草（学名：Zoysia macrostachya）是禾本科结缕草属的植物。分布在日本以及中国大陆的山东、江苏、浙江、安徽等地，见于平地的沙质土壤、山坡及海滨沙地上，目前尚未由人工引种栽培。